# Плуталов, Григорий Васильевич
Григорий Васильевич Плуталов (1736—1827) — генерал-лейтенант русской императорской армии, шлиссельбургский комендант.

## Биография
Родился 1 (12) января 1736 года в семье дворянина Рязанской губернии. Начав службу рядовым Рязанского пехотного полка 26 апреля 1765 года, он в 1769 году получил чин прапорщика, 1 января 1771 — подпоручика, в 1773 — поручика, в 1778 — капитана. Был произведён 9 сентября 1779 года в секунд-майоры и переведён был в Кронштадтский гарнизон, где в следующем, 1780 году получил чин премьер-майора с назначением в Санкт-Петербургскую губернию.
В 1784 году, 15 марта, был назначен заседателем в Шлиссельбургский уездный суд и произведён в надворные советники.
В 1790 году, 25 июня, получил чин подполковника, с назначением в Санкт-Петербургский гарнизонный № 1 батальон; со следующего года — батальонный командир в Санкт-Петербургском № 3 батальоне.
В 1797 году, 9 сентября, был произведён в полковники с определением шефом в гарнизонный его имени полк и с назначением комендантом Шлиссельбурга. С 1 сентября 1798 года — генерал-майор, с 22 августа 1826 года — генерал-лейтенант. Был кавалером орденов Св. Анны 1-й степени и Св. Владимира 2-й степени.
Умер, состоя на службе, 4 (16) марта 1827 года и был погребён в построенной им в крепости Предтеченской церкви.